# Högklubb
Högklubb (även Lotsklobben, Torngrund) är en del av en ö i Kristinestad i landskapet Österbotten i Finland vid Bottenhavets östra kust. Här fanns en av Stor-Kristinestads tre lotsstationer. Den första lotsstugan på Högklubben uppfördes redan 1850. Den nuvarande lotsstugan byggdes 1939. Stationen är numera nedlagd. Högklubb utgör numera utfärdshamn och den hyrs av Kristinestads Segelförening r.f.